# 電影版妖怪手錶：飛天巨鯨與兩個世界的大冒險喵！
《電影版妖怪手錶：飛天巨鯨與兩個世界的大冒險喵！》（日语：映画 妖怪ウォッチ 空飛ぶクジラとダブル世界の大冒険だニャン!），為動畫妖怪手錶的第三部劇場版，同時也是一部結合動畫世界的世界觀和現實世界的世界觀的電影，由山崎賢人、齋藤工化身妖怪，童星南出凌嘉飾演主角天野景太。本片同時有許多有名的藝人客串。本片於2016年12月17日日本上映。
另外在2016年12月22日的公開紀念活動「雙重的金氏世界紀錄挑戰喵!」上挑戰「最多人戴外科口罩（Most people applying surgical masks）」和「同時最多人抱絨毛娃娃（Most people hugging soft toys simultaneously）」，得到了認定。

## 劇情介紹
在櫻花新城一所醫院的天台上，有一位凝望著萬里晴空的神秘少女：佳奈美。還有突如其來，在她眼前出現的飛天巨鯨。「HOGE～！」的一聲長叫後，降臨在景太和一眾妖怪身上的變化是...？
景太：「這個是我嗎？！」
一拉扯就會痛的頭髮、手上有皺紋、而且...皮膚上還出現了毛孔！！！甚喵？！突然降臨的，竟然是現實世界！！！！連地縛喵他們也陷入了大混亂！佳奈美和「飛天巨鯨」到底有什麼關係？！
新妖怪「樹熊喵」的鼻子裏又隱藏著什麼秘密呢？！
「再這樣不管的話，我們彼此的世界都會毀滅！！」
景太他們，在來往穿梭於動畫與現實的同時，
為了拯救這兩個世界，要挺身而出了...！

## 登場角色
| 角色                     | 演員     | 配音員     | 配音員 | 配音員 | 備註                                        |
| 角色                     | 演員     | 日本       | 臺灣   | 香港   | 備註                                        |
| 天野景太                 | 南出凌嘉 | 戶松遙     | 林沛笭 | 簡森   | 妖怪手錶的主角                              |
| 威斯帕                   | 不適用   | 關智一     | 郭霖   | 李家傑 | 妖怪手錶的妖怪主角， 跟在景太旁邊的妖怪管家 |
| 吉胖喵                   | 不適用   | 小櫻悅子   | 李涵菲 | 成樂怡 | 妖怪手錶的妖怪主角                          |
| 浮游喵                   | 不適用   | 梶裕貴     | 謝一帆 | 蘇裕邦 | 本電影版的妖怪主角之一                      |
| 南海佳奈美               | 濱邊美波 | 濱邊美波   | 邵芷耘 | 梁倩蘅 | 本電影版的事件元兇                          |
| 無尾熊喵                 | 不適用   | 潘惠美     | 李涵菲 |        | 本電影版的妖怪主角之一                      |
| 鯨魚怪人／大妖鬼次元巨鯨 | 不適用   | 立木文彥   | 梁興昌 | 譚漢華 | 本電影版的妖怪主角之一                      |
| 閻魔大王                 | 山崎賢人 | 木村良平   | 郭霖   | 潘昀雋 | 本電影版的妖怪主角之一                      |
| 滑瓢                     | 齋藤工   | 子安武人   | 謝一帆 |        | 本電影版的妖怪主角之一                      |
| 木下紗枝                 | 武井咲   | 不適用     | 錢欣郁 |        | 本電影版的主角之一， 佳奈美的芭蕾舞老師     |
| 熊島五郎太               | 澤部佑   | 奈良徹     | 梁興昌 | 竺諺鴻 | 妖怪手錶的主角之一， 景太的同班同學         |
| 惠美                     | 黑島結菜 | 長澤雅美   | 穆宣名 |        | 本電影版的主角之一， 吉胖喵生前的主人       |
| 人面犬                   | 遠藤憲一 | 不適用     | 符爽   | 竺諺鴻 | 本電影版的妖怪主角之一                      |
| 木靈文花                 | 渡邊優奈 | 遠藤綾     | 錢欣郁 | 黎皓宜 | 景太的同班同學                              |
| 今田干治                 | 福田徠冴 | 佐藤智惠   | 錢欣郁 | 黃鳳兒 | 景太的同班同學                              |
| 未空稻穗                 | 天野心愛 | 悠木碧     | 高雋雅 |        | 櫻花第一小學五年一班學生                    |
| 小石獅                   | 不適用   | 遠藤綾     | 李涵菲 | 梁倩蘅 | 妖怪手錶的主要妖怪角色之一                  |
| 小石次郎                 | 不適用   | 遠藤綾     | 林沛笭 |        | 妖怪手錶的主要妖怪角色之一                  |
| USA蹦                    | 不適用   | 重本小鳥   | 穆宣名 | 黎皓宜 | 妖怪手錶的主要妖怪角色之一                  |
| 機器喵F型                | 不適用   | 坂東尚樹   | 符爽   | 潘昀雋 | 妖怪手錶的妖怪角色之一                      |
| 武士喵                   | 不適用   | 小櫻悅子   | 穆宣名 |        | 妖怪手錶的妖怪角色之一                      |
| 八卦婆                   | 不適用   | 佐藤智惠   |        | 黃鳳兒 | 妖怪手錶的妖怪角色之一                      |
| 九尾                     | 不適用   | 永田亮子   | 梁興昌 |        | 妖怪手錶的妖怪角色之一                      |
| 大蛇                     | 不適用   | 笹本優子   | 邵芷耘 |        | 妖怪手錶的妖怪角色之一                      |
| 小石獅的母親             | 不適用   | 佐藤紀代子 | 柴智屏 |        | 小石獅和小石次郎的媽媽。                    |
| 野河童                   | 不適用   | 矢部雅史   |        |        | 妖怪手錶的妖怪角色之一                      |
| 熱血獅                   | 不適用   | 笹本優子   | 錢欣郁 | 潘昀雋 | 妖怪手錶的妖怪角色之一                      |
| 小屁孩                   | 不適用   | 日野未步   |        |        | 妖怪手錶的妖怪角色之一                      |

## 音樂
- 片頭曲「妖怪碰碰之歌（ゲラゲラポーのうた）」（電影片頭Verson.）
  - 作詞 - motsu / 作曲、編曲 - 菊谷知樹 / 歌 - King Cream Soda

- 片尾曲「鋼琴的音調（ピアノの音色）」
  - 作詞 -高木貴司 / 作曲、編曲 - 菊谷知樹 / 歌 - マイコ

- 片尾曲「妖怪體操第一（ようかい体操第一）」（電影片尾Verson.）
  - 作詞 - Lucky池田 & 高木貴司 / 作曲 - 菊谷知樹 / 編曲 - 日比野裕史 / 歌 - King Cream Soda

## 播放電視台
| 東森幼幼台 星期日 19:00-21:00節目 | 東森幼幼台 星期日 19:00-21:00節目                                   | 東森幼幼台 星期日 19:00-21:00節目 |
| --------------------------------- | ------------------------------------------------------------------- | --------------------------------- |
|                                   | 妖怪手錶劇場版:飛天巨鯨與兩個世界的大冒險喵 （2017年12月31日）      |                                   |
| 妖怪手錶                          | 史努比電影版                                                        |                                   |
| 東森幼幼台 星期日 22:45-01:00節目 |                                                                     |                                   |
| 史努比電影版                      | 妖怪手錶劇場版:飛天巨鯨與兩個世界的大冒險喵 重播 （2017年12月31日） | —                                 |

## 外部連結
- （日語）《電影版妖怪手錶：飛天巨鯨與兩個世界的大冒險喵！》官方網站 （页面存档备份，存于）
- （日語）《妖怪手錶》劇場版官方網站 （页面存档备份，存于）
- （日語）《妖怪手錶》東京電視動畫官方網站 （页面存档备份，存于）
- 《妖怪手錶 Yo-Kai Watch》官方Facebook專頁
- 《電影妖怪手錶》Facebook專頁 （页面存档备份，存于）
- 《羚邦國際》官方Facebook專頁 （页面存档备份，存于）
- 《電影版妖怪手錶：飛天巨鯨與兩個世界的大冒險喵！》Yahoo奇摩電影 （页面存档备份，存于）